# Období Heisei
Období Heisei (japonsky: 平成時代, Heisei-džidai) je označení pro historické období Japonska, které spadá do období Japonska 1989 až 2019. Předcházelo mu období Šówa. Během období Heisei byl v čele Japonska císař Akihito, syn císaře Hirohita. Korunován byl 7. ledna 1989. Jako název své éry zvolil Heisei (všudypřítomný mír).
Po abdikaci císaře Akihita nastoupil na Chryzantémový trůn v roce 2019 císař Naruhito a zahájil tak období Reiwa.

## Události

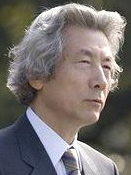
Džuničiró Koizumi

V 90. letech přišlo období deflace a minimálního růstu hospodářství, známé jako Ztracená dekáda. Japonsko řešilo tuto hospodářskou krizi investicemi do veřejných zakázek – výstavby silnic, mostů a další infrastruktury. Tím se však Japonsko nesmírně zadlužilo. Potřebné ekonomické reformy se prováděly pomalu a váhavě a výsledky se začaly dostavovat až na počátku 21. století, kdy tehdejší předseda vlády Džuničiró Koizumi zprivatizoval státní majetky a přinutil banky odepsat některé dluhy.
17. ledna 1995 postihlo oblast Kansai zemětřesení, které ukázalo další problémy v Japonsku. Vysoce rozvinutou byrokracii, což způsobilo zpoždění pomoci do postižené oblasti a porušování předpisů při stavbách, kdy byl používán nekvalitní materiál.
20. března 1995 zaútočili stoupenci náboženské sekty Óm šinrikjó v Tokijském metru jedovatým plynem sarinem. Tato událost podnítila diskuse o japonské společnosti a náboženské svobodě.
V roce 2005 se konala v prefektuře Aiči výstava Expo 2005.
V roce 2007 zasáhla Japonsko světová finanční krize, která zvýšila hodnotu jenu o několik desítek procent, čímž uvrhla japonské exportéry do velkých problémů, naopak pomohla obdobně zaměřeným jihokorejským konkurentům.
V březnu 2011 bylo Japonsko zasaženo největší katastrofou od druhé světové války. Zemětřesení o síle 9 st. Richterovy stupnice a následná vlna tsunami (v některých místech až 10 metrů vysoká) zasáhla významnou oblast na severovýchodě největšího japonského ostrova Honšú. Vlna tsunami poškodila Jadernou elektrárnu Fukušima I v důsledku čehož došlo k velmi těžké jaderné havárii.